# 1727
1727 је била проста година.

## Догађаји

### Јун
- 22. јун — Џорџ, принц од Велса, постаје краљ Џорџ II од Велике Британије, након смрти свог оца.

## Рођења

### Јун
- 5. јун — Адам Смит, шкотски економиста и морални филозоф. (†1790)

## Смрти

### Март
- 31. март — Исак Њутн, енглески физичар (*1643)

### Мај
- 17. мај — Катарина I Алексејевна, руска царица (*1684)

### Јун
- 11. јун — Џорџ I, британски краљ (*1660)